# IKB 79
IKB 79 est un tableau réalisé par le peintre français Yves Klein en 1959 à Gelsenkirchen, en Allemagne. D'un format vertical, cette toile sur contreplaqué est un monochrome exécuté à la peinture acrylique en International Klein Blue. Achetée en 1972, l'œuvre est conservée à la Tate Modern, à Londres, au Royaume-Uni.